# Thevet-Saint-Julien
Thevet-Saint-Julien is een gemeente in het Franse departement Indre (regio Centre-Val de Loire) en telt 455 inwoners (1999). De plaats maakt deel uit van het arrondissement La Châtre.

## Geografie
De oppervlakte van Thevet-Saint-Julien bedraagt 31,7 km², de bevolkingsdichtheid is 14,4 inwoners per km².
De onderstaande kaart toont de ligging van Thevet-Saint-Julien met de belangrijkste infrastructuur en aangrenzende gemeenten.

## Demografie
Onderstaande figuur toont het verloop van het inwonertal (bron: INSEE-tellingen).